# Eubolbitus radovskovskii
Eubolbitus radovskovskii är en skalbaggsart som beskrevs av Semyon Martynovich Solsky 1876. Eubolbitus radovskovskii ingår i släktet Eubolbitus och familjen Bolboceratidae. Inga underarter finns listade i Catalogue of Life.